# La Gubia
La Gubia, Sa Gubia en mallorquí, o Puig de l'Alqueria és una muntanya de la Serra de Tramuntana de Mallorca. Es troba prop de la carretera Ma-11.
La muntanya és molt coneguda per els excursionistes i ofereix vistes panoràmiques. La ruta fins al seu cim, situada a poc més de 600 metres, suposa una ascensió perllongada però còmoda, que parteix del camí vell que uneix Valldemossa i Bunyola.
Rep aquest nom per la forma de gúbia que pren la part sud de la muntanya, característica que és emprada per a practicar-hi l'escalada.

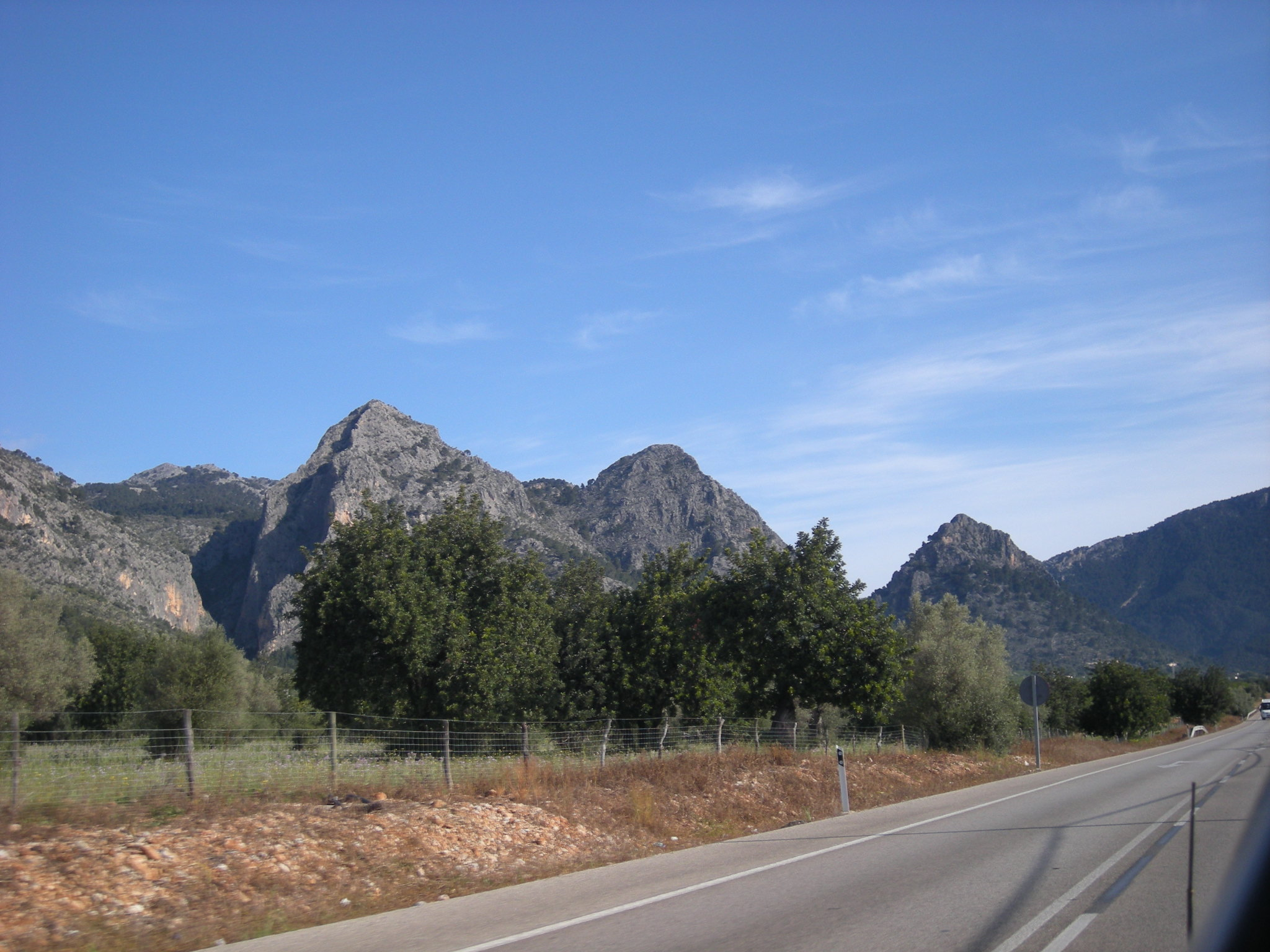
La Gubia, el Puig de Son Nassi i el Puig de Son Poc des de la Carretera de Sóller.